# Frederick S Modise
Frederick S Modise (1914–1998) var en afrikansk kyrkoledare och grundare av the International Pentecost Church (IPC), en av sionistkyrkorna i södra Afrika.

## Biografi
Modise föddes och växte upp i en by befolkad av tswana-stammen, nära Hammanskraal i Transvaal i Sydafrika.
Han startade i vuxen ålder ett eget företag, i snickeri- och begravningsbranschen.
1939 anslöt Modise sig till Zion Christian Church och kom att verka som lekmannapredikant inom denna kyrkas församling i Meadowlands, Soweto.
20 år senare drabbades han av den ena olyckan efter den andra. Modise drabbades av en allvarlig magåkomma, hans maskiner blev stulna och han gick i konkurs. Dessutom dog hans barn.
Modise sökte upp olika profeter och helare inom kyrkan utan att bli helad. Då vände han sig även till siare och medicinmän, med samma nedslående resultat. Till råga på allt elände kom han även i konflikt med kyrkans biskop Engenas Lekganyane och lämnade ZCC.
1962 lades Modise in på Coronation Hospital i Johannesburg, där man bedömde hans sjukdom som obotbar. Den 12–14 september hade han varje midnatt en uppenbarelse i vilken en röst gav honom hemlig undervisning i hur han skulle "be andligen" efter syndabekännelse. Modise fick befallning att undervisa människor i denna bönemetod, så att de kunde bli bönhörda. Den tredje och sista natten blev han tillsagd att lämna sin sjukhusbädd, att han skulle bli friskskriven den 3 oktober och komma att bilda en stor kyrka. Rösten identifierade sig som "Jehova, din Gud". Detta hände på en lördag, som enligt det gudomliga tilltalet skulle firas som sabbat.
Detta blev en vändpunkt i Modises liv. Han började omedelbart lära ut den andliga bön som han fått undervisning om och femton personer på sjukhuset helades efter syndabekännelse och bön, innan Modise, precis som utlovat, fick lämna sjukhuset den 3 oktober.
Väl hemma i Meadowlands byggde han en kyrka och började omgående sprida budskapet och be för sjuka. Många blev helade och anslöt sig till Modises kyrka som han inledningsvis kallade International Pentecost Holiness Church. 1970 flyttade han kyrkans högkvarter till Oskraal, utanför Pretoria.
En stor kyrkolokal, kallad Jerusalem byggdes.  
Modises helandeförkunnelse åstadkom stor kyrkotillväxt och så småningom växte man även ur dessa lokaler. I maj 1991 invigde landets dåvarande president F. W. de Klerk, kyrkans nya imponerande huvudkvarter Silo, i Zuurbekom, väster om Johannesburg. I den stora helgedomen, över vars altare en bild av Modise tronar, ryms 20 000 gudstjänstbesökare.